# み む かゥ わ ナ イ ス ト ラ イ
「み む かｩ わ ナ イ ス ト ラ イ」（Mimukauwa Nice Try）は、ぬぬぬぬぬぬぬぬぬぬぬぬぬぬぬぬぬぬぬぬぬぬぬぬぬぬぬぬぬぬぬぬぬぬぬぬぬぬぬぬぬぬぬぬぬぬぬぬぬぬぬぬぬぬぬぬぬぬぬぬぬぬぬぬぬぬぬぬぬぬによって制作され、2024年12月6日に投稿された楽曲。12月10日に配信開始された。

## 制作
作詞・作曲者がミュージック・ビデオで使用されているイラストも手掛けている。UNOを題材としており、ゲームで優位となった初音ミクが煽ってくるというコンセプトで楽曲が制作されている。
曲名の「ナイストライ」は『マリオカート』で敗者に表示されるメッセージが由来となっており、「ボカロPの榊みむがマリオカートで下位になるのを、子牛と南ノ南が『みむかわ、ナイストライ！』と励ます」という内輪ネタから生まれた曲である。

## 反応
本作は様々なSNSでバイラルとなり、bilibiliでは1000万回以上再生された。
ビルボードの「ニコニコ VOCALOID SONGS TOP20」で2位となり、「Global Japan Songs Excl. Japan」では20位となった。2025年1月8日付のSpotify「Daily Viral Songs（Japan）」では5位となった。